# فأر شويكي
فأر شويكي (الاسم العلمي: Mus setulosus) (بالإنجليزية: Peters’s Mouse)‏ هو نوع من الحيوانات يتبع جنس الفأر من الفصيلة الفأرية.